# Gerardus Joannis Vossius
Gerrit Janszoon Vos, Gerhard Johann Voss, eller latiniserat Gerardus Joannis Vossius, född 1577 i närheten av Heidelberg, död 19 mars 1649 i Amsterdam, var en nederländsk filolog, teolog och historiker. Han var far till Isaac Vossius.

## Biografi
Gerardus Joannis Vossius föddes i en by utanför Heidelberg, dit hans far Johannes Voss, en nederländsk pastor av den kalvinistiska tron, flytt med anledning av förföljelserna mot protestanterna. Snart återvände dock familjen till sitt hemland där Vossius studerade teologi, klassisk litteratur och historia vid universitetet i Leiden, där han även fick en vän för livet i Hugo Grotius. 1600 befordrades han till rektor vid högskolan i Dordrecht och var 1615–1619 direktor för teologiska kollegiet i Leiden. Såsom misstänkt för kätteri måste han nedlägga detta ämbete och utnämndes 1622 till professor i retorik och kronologi, senare även i grekiska. Han avböjde en kallelse till Cambridge University (1624), men flyttade 1632 till Amsterdam som professor vid det nyinrättade Athenæum där.
Vossius var en av de mest lärda under sin tid. Till det latinska språkets vetenskapliga studium liksom till grekisk och romersk historia har han lämnat betydande bidrag. Han var därtill den förste som förstått att från den historiska utvecklingens synpunkt betrakta såväl hedniska religionsläror som den kristna teologins dogmer. Hans samlade skrifter utgavs i 6 volymer i Amsterdam 1695–1701. Han gav ut läroboken i retorik Elementa Rhetorica.

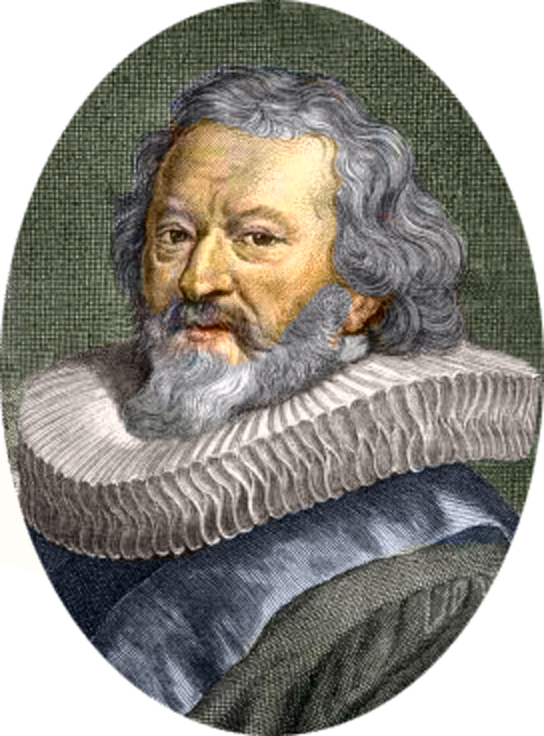
Gerardus Joannis Vossius.

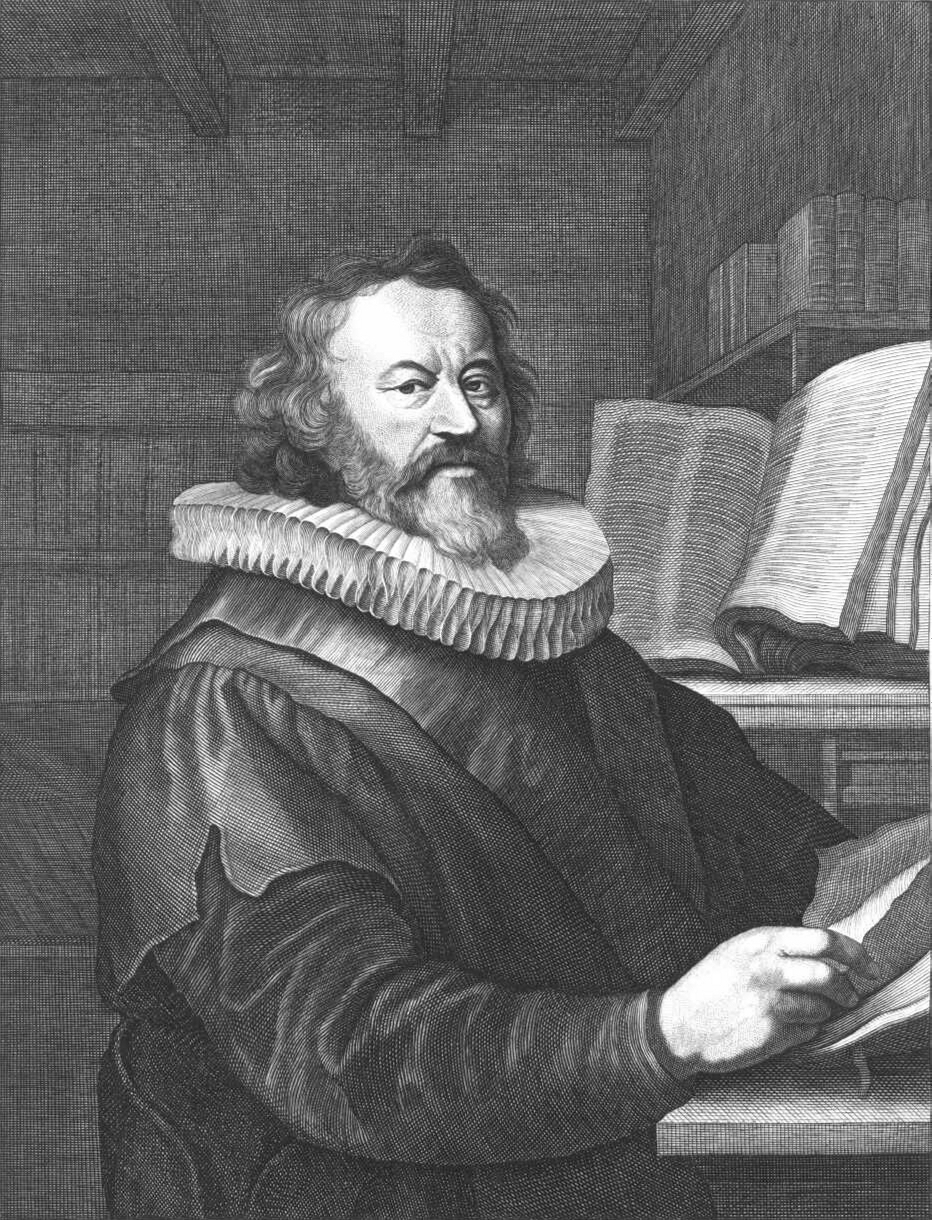
Gerardus Joannis Vossius.

## Elementa Rhetorica
Gerhardus Johannes Vossius` Elementa Rhetorica eller retorikens grunder, är en grundläggande lärobok i retorik som från mitten av 1600-talet till mitten av 1800-talet lärde svenska studenter om retorikens grunder. Vossius lärobok är ett kompendium på ungefär 30 sidor som lyfter det viktigaste från den retoriska teorin under retorikens delar: inventio, dispositio, elocutio och pronuntiatio. Den finns översatt till svenska av Stina Hansson, professor i litteraturvetenskap vid Göteborgs universitet. Elementa Rhetorica används än idag vid undervisning av retorik.

### Inledning
Första kapitlet i Elementa Rhetorica ger en inledande beskrivning om vad retorik handlar om, Vossius skriver: "Ty liksom grammatiken visar hur vi skall tala riktigt, så lär oss retoriken att tala väl, det vill säga på ett övertänkt, rikt och konst- fullt sätt." Vidare definieras retorik som att vid varje enskilt fall se vad är ämnat att övertyga. Talarens främsta syfte är med andra ord att övertyga, för att kunna gör detta måste talaren förstå vad som är bäst lämpat för att övertyga och sedan även kunna framföra det på ett övertygande sätt. Här ser vi tydligt att Vossius hämtar inspiration från Aristoteles, som även han definierar retorik som det bäst ämnat för att övertyga. Vidare ser han, precis som Aristoteles, retorikens område som sådant som rör samhällslivet.
Vossius beskriver sedan att talarens uppgift består av fyra delar: inventio, dispositio, elocutio och pronuntiatio. Kommande kapitel kommer beskriva de olika delarna lite mer detaljerat.

### Inventio
Inventio handlar enligt Vossius om att finna eller tänka ut de argument som är bäst lämpat att övertyga. Det finns tre typer av argument: rationes, mores och affectus. Aristoteles kallar de här argumenten för pistis och på grekiska kallas de logos, ethos och patos. Även här kan man se att Aristoteles har haft ett stort inflytande på Vossius.
- Rationes (sakskäl) handlar om det logiska resonemanget.
- Mores (karaktär) syftar till att vinna åhörarnas förtroende.
- Affectus går ut på att väcka och röra åhörarnas känslor.[6]

Argumenten skiftar beroende på vilken typ av tal det är, det finns tre olika typer av fall eller frågor: genus demonstrativum, deliberativum och judiciale. 
- Genus demonstrativum är den typen av tal som används när man ska berömma eller kritisera någon eller något. Det kan handla om att lovprisa en handling eller att hylla en död person. Beröm och kritik gäller antingen handlingar, personer eller saker.
- Genus deliberativum används när man ska tillråda något eller avråda något, det kan till exempel handla om att man råder till fred eller avråder från krig. Vid den här typen av tal handlar det alltid om kommande ting.
- Genus judiciale är den typ av tal som går ut på att försvara eller anklaga, det handlar främst om saker som redan har hänt. Här skiftar argumenten beroende på status (statusläran); status är av fyra olika slag: coniecturalis (sant eller sannolikt), finitivus (handlar om definition), qualitatis (vilka kvaliteter man borde se till) och quantitatis (vilken instans som bör bedöma frågan).[7]

Därefter följer en synnerligen fördjupande del om de olika delarna som tillhör retorikens inventio. 

### Dispositio
Den här delen av Elementa Rhetorica handlar om hur talet bäst ska byggas upp för att kunna övertyga. Ett tal består av sex olika delar: exordium, narratio, propositio, confirmatio, contentio och epilogus.
- Exordium handlar om att lyckas fånga sina åhörare (tala till deras känslor) och skapa ett intresse för talet som följer. Man försöker göra dem välvilligt inställda, uppmärksamma och läraktiga.
- Narratio eller berättelsen bör vara en kort och tydlig beskrivning av det som har skett.
- Propositio är den del av talet som är tänkt att sammanfatta talets budskap.
- Confirmatio handlar om att ge skäl för sin egen sak, de starkaste argumenten bör placeras i början och slutet och de sämsta i mitten.
- Contentio handlar om meningsmotsättningar, innehåller dels confirmatio men även confutatio – som innebär att man med argument vederlägger motpartens mening.
- Epilogus är talets avslutning, här bör de starkaste argumenten verkligen betonas och det är viktigt att man lyckas påverka åhörarnas känslor.[8]

### Elocutio
Vossius skriver att elocutio kan vara av olika typer: filosofisk, retorisk, historisk eller poetisk. En retorisk elocutio innebär att det funna presenteras i den ordning det är bäst lämpat för att övertyga åhörarna. Reglerna för elocutio är antingen av allmän art (generales) eller sådana som gäller för specifika ämnen och stilnivåer. Ett tal kan få värdighet genom bildspråk och konstfullheter i ord och satser som kallas troper och figurer.
De fyra huvudtroperna kallas för: metafor, metonymi, synekdoke och ironi.
Elocutio delen består av utförliga beskrivningar om både troper, figurer och stilar.

### Pronuntiatio
I det avslutande kapitlet skriver Vossius om pronuntiatio, det beskrivs hur man anpassar sina gester (actio) och sin röst efter tal och framförande. Själva grunden till det här beskrivs i boken som memoria, varigenom man fäster saker man funnit, ordnat och språkligt utformat i minnet. Därefter följer en kortfattad beskrivning om de två olika delarna pronuntiatio består av: rösten och kroppen. 
- Rösten bör vara kraftfull och varierande, monotoni bör undvikas. Det är även viktigt att talets hastighet anpassas och att rösten höjs och sänks efter omständigheterna. Rösten bör också vara av en viss typ beroende på vilken del av talet det är som framförs.
- Kroppens hållning bör vara rak och upphöjd, ansiktsuttrycket ska anpassas efter det man talar om. Avslutningsvis bör man inte heller gestikulera med armarna om det inte är fråga om våldsamma scener.[10]